# За короля и отечество (фильм)
«За короля и отечество» (англ. King and Country) — британский чёрно-белый военный фильм 1964 года, снятый режиссёром Джозефом Лоузи, адаптированный сценаристом Эваном Джонсом по мотивам пьесы «Хэмп» Джона Уилсона и романа 1955 года Джеймса Лэнсдейла Ходсона.

## Сюжет
Первая мировая война. 1917 год. Во время позиционного боя битвы при Пашендейле рядового Артура Хэмпа обвиняется в дезертирстве. На суде его защитником становится капитан Харгривз. Рядовой Хэмп, единственный выживший из своего подразделения, который был добровольцем в начале войны, покинул позиции и направился пешком домой в Лондон. По прошествии суток его задерживает военная полиция и доставляет обратно в часть, чтобы он предстал перед военным трибуналом за дезертирство. Поначалу капитан Харгривз проявляет нетерпение к Хэмпу, но затем, приняв во внимание все обстоятельства, проникается сочувствием к положению своего подзащитного. Несмотря на убедительные доводы стороны защиты, вышестоящее командование отклоняет помилование суда и выносит Хэмпу смертный приговор, который должен стать показательным для поднятия боевого духа в его подразделении. Семье Хэмпа сообщают, что он погиб в бою.

## В ролях
- Дерк Богард — капитан Чарльз Харгривз
- Том Кортни — рядовой Артур Хэмп
- Лео Маккерн — капитан О’Салливан
- Барри Фостер — лейтенант Джек Уэбб
- Питер Копли — полковник
- Джеймс Вильерс — капитан Мидгли
- Джереми Спенсер — рядовой Спарроу
- Барри Джастис  — лейтенант Прескотта
- Вивиан Маталон — падре
- Кит Бакли — капрал гвардии
- Джеймс Хантер — рядовой Сайкс
- Джона Сеймур — капрал Гамильтон
- Ларри Тейлор — старший сержант
- Дэвид Кук — рядовой Уилсон
- Дерек Партридж — капитан военного трибунала
- Брайан Типпинг — лейтенант военного трибунала

## Награды и номинации
Том Кортни получил награду за лучшую мужскую роль на 25-м Венецианском кинофестивале, где фильм также номинирован на
«Золотого льва». Фильм был номинирован на четыре премии BAFTA в 1965 году, в том числе за лучший фильм.